# Liste der Bodendenkmäler in Apfeldorf
Auf dieser Seite sind die Bodendenkmäler in der oberbayerischen Gemeinde Apfeldorf zusammengestellt. Diese Tabelle ist eine Teilliste der Liste der Bodendenkmäler in Bayern. Grundlage ist die Bayerische Denkmalliste, die auf Basis des Bayerischen Denkmalschutzgesetzes vom 1. Oktober 1973 erstmals erstellt wurde und seither durch das Bayerische Landesamt für Denkmalpflege geführt wird. Die folgenden Angaben ersetzen nicht die rechtsverbindliche Auskunft der Denkmalschutzbehörde.

## Bodendenkmäler der Gemeinde Apfeldorf

### Bodendenkmäler im Ortsteil Apfeldorf
| Lage                                              | Objekt | Akten-Nr.     | Bild                       |
| ------------------------------------------------- | --- | ------------- | -------------------------- |
| Apfeldorf (Standort)                              | Burgstall Rauenlechsberg Burgstall des Mittelalters und der frühen Neuzeit (Rauhenlechsberg) sowie Siedlung der Bronzezeit und Urnenfelderzeit.                              | D-1-8031-0109 | weitere Bilder             |
| Apfeldorf (Standort)                              | Straße der römischen Kaiserzeit (Teilstück der Trasse Gauting-Kempten). | D-1-8031-0126 |                            |
| Apfeldorf (Standort)                              | Körpergräber vor- und frühgeschichtlicher Zeitstellung. | D-1-8131-0001 | Bodendenkmal D-1-8131-0001 |
| Apfeldorf Unterapfeldorf, Kirchplatz 2 (Standort) | Pfarrkirche Hl. Geist Untertägige mittelalterliche und frühneuzeitliche Befunde im Bereich der Katholischen Pfarrkirche Hl. Geist in Unterapfeldorf und ihres Vorgängerbaus. | D-1-8131-0179 | weitere Bilder             |